# 播州
播州，是唐朝时设置的州。自876年起形成播州杨氏割据政权，一直延续至明朝。今貴州省遵义市设有播州區。
唐朝贞观九年（635年），唐朝政府以隋朝牂柯郡的牂柯县置郎州。贞观十一年（637年）废，贞观十三年（639年），复置，更名播州。曾更名为播川郡。土贡：斑竹。户四百九十，口二千一百六十八。下领三县：遵义县、芙蓉县、带水县。后地入南诏，乾符三年（876年），杨端击败南诏，自立为主，形成世袭刺史的杨氏家族政权。
元朝时为播州宣慰司。明朝政府在播州之乱后，以播州宣慰司置遵义府和平越府。
播州刺史
- 李孝同（龙朔年间）
- 窦德宗（唐高宗时）
- 孟廓（武周时）
- 刘禹锡（815年，未任）

## 杨氏土司
杨氏自唐朝僖宗割据始至明万历被征灭，一直作为播州地区实际控制者，同时也是该地区苗人领袖。